# Karlshofbrunnen

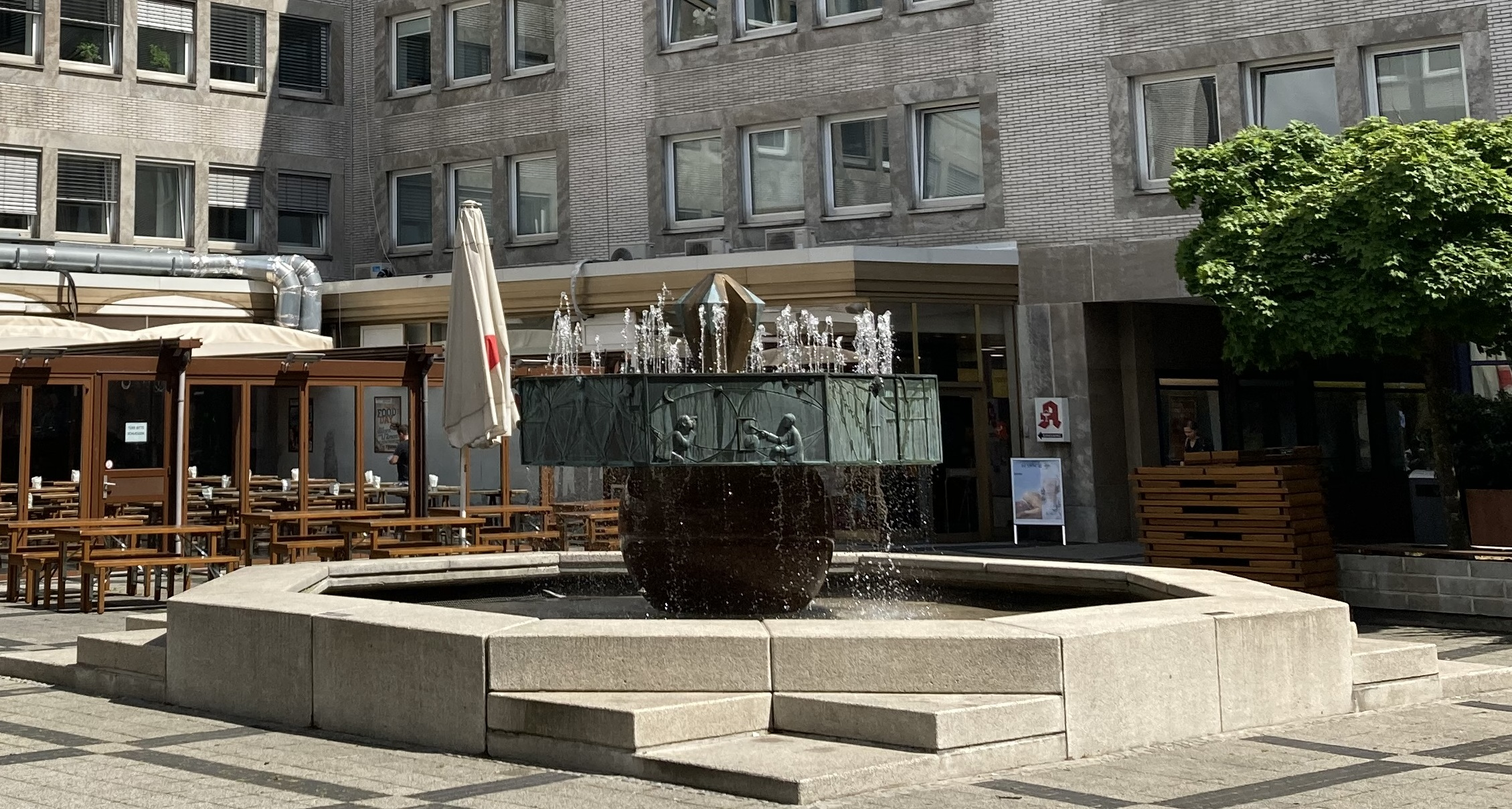
Brunnen

Der Karlshofbrunnen steht in Aachen, Nordrhein-Westfalen im Innenhof des Karlshofes in unmittelbarer Nähe des Aachener Marktplatzes.
Der Karlshofbrunnen wurde 1969 von Ottmar Hollmann aus Marmor, Beton und Bronze erstellt, der mit seinem achteckigen Grundriss an das Oktogon des Aachener Doms erinnert. Die Bronze-Reliefs zeigen an sieben Seiten die „Sieben freien Künste“ der römischen Antike. Das achte Feld bietet eine Zusammenfassung aller sieben Künste.
Die sieben dargestellten Künste sind zum einen das Trivium, sowie das Quadrivium, beide Gruppen zusammen bildeten den Lehrstoff der „Artistenfakultäten“
Karl der Große und die Aachener Gelehrtenschule zeigten ein besonderes Interesse an den Sieben freien Künsten. Sowohl Einhard als auch Alkuin nehmen darauf mehrfach Bezug. Auch weitere Schriften und Quellen der karolingischen Zeit berichten von deren Bedeutung.

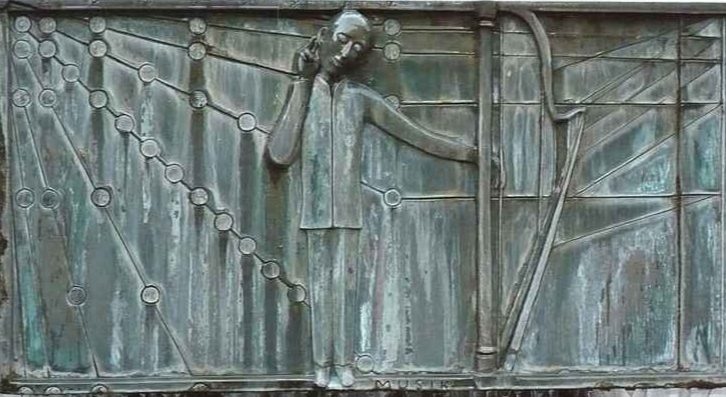
Teilansicht des Karlshofbrunnens: ars musica, Lambdoma-Darstellung nach Hans Kayser (‘‘Akroasis’‘ Tafel 2) bzw. des Aachener Gelehrten Albert von Thimus mit lauschendem Musiker

 Die Musik hat innerhalb der Freien Künste eine besondere Bedeutung, allerdings muss dabei der ursprünglich erweiterte Musikbegriff zugrunde gelegt werden. Gemäß  der platonisch-pythagoreischen Philosophie gilt die antike Definition der mousike als Ursprung dieser sieben Künste bzw. Wissenschaften.
Alkuin befasste sich auch mit konkreten musiktheoretischen Fragestellungen (s. sein kurzer Traktat Musica Albini).